# Condate rufistigma
Condate rufistigma là một loài bướm đêm trong họ Erebidae.